# ریموند بیلی
ریموند بیلی (انگلیسی: Raymond Bailey; ۶ مهٔ ۱۹۰۴ – ۱۵ آوریل ۱۹۸۰) یک هنرپیشه، و کارمند بانک اهل ایالات متحده آمریکا بود.
از فیلم‌ها یا برنامه‌های تلویزیونی که وی در آن نقش داشته‌است می‌توان به پیک‌نیک، قوی‌ترین مرد جهان، شاه کروئل و ردیف متهمان اشاره کرد.